# Signor K
Signor K, pseudonimo di Emanuele Belotti (Bergamo, 27 maggio 1981), è un rapper italiano.L’artista deve il suo nickname al protagonista del romanzo di Franz Kafka “Il processo”, il cui protagonista ha appunto è chiamato “K.”

## Biografia
Il Signor K si avvicina all’ambiente dell’hip hop fin dalla seconda metà degli anni novanta, anche se l’esordio nella scena underground rap risale soltanto al decennio successivo. Dal 2008 pubblica due street album (“Jackanapes” nel 2008 e “20.000 elmetti” nel 2011) e l’album ufficiale “Saremo Tutto”, che esce nel 2016 con Bonnot Music e Goodfellas Records. La sua attività musicale, fortemente connotata politicamente, è tutt'uno con l’impegno da attivista e la professione di sociologo.

## Jackanapes e 20.000 elmetti
L’esordio del Signor K risale alla fine del 2008, quando l’uscita del primo street album Jackanapes dà inizio a una collaborazione stabile con il produttore Bonnot, membro dello storico gruppo Assalti Frontali e unico tra i produttori italiani ad aver lavorato stabilmente con la scena statunitense, collaborazione che caratterizza anche il successivo percorso artistico del Signor K. Proprio per via della vicinanza a Bonnot e Assalti Frontali, nonché in ragione del contenuto fortemente politico dei suoi testi, il nome del Signor K è da subito associato al fenomeno delle posse e riscuote attenzione soprattutto negli ambienti della sinistra extraparlamentare.
Nel 2011, con l’uscita del secondo street album 20.000 elmetti, realizzato insieme a Joe Cagliostro e rilasciato gratuitamente in rete dal portale francese Bboy Konsian, il Signor K inizia a esibirsi anche al di fuori del contesto lombardo, proprio attraverso i circuiti “di movimento” e in particolare l’area dei centri sociali autogestiti (a cui il Signor K non ha mai nascosto l’appartenenza).
È in questa fase che il Signor K firma anche le sue prime collaborazioni di rilievo, tra cui quella con Kino Ferri, voce della storica ska band Arpioni, con cui realizza il brano “Supera i confini” nell’album Jackanapes, e soprattutto la partecipazione con il brano “Documento Remix” al disco Curre curre guaglió 2.0 dei 99 Posse, remake dello storico disco che 20 anni prima condusse il gruppo napoletano al successo. Questo ultimo, in particolare, esordisce nel marzo del 2014 alla seconda posizione della classifica FIMI degli album più venduti.
L’accresciuta popolarità del Signor K è confermata l’anno seguente, quando il rapper Kento, sul sito de il Fatto Quotidiano indica il Signor K come uno dei dieci rappers italiani da tenere d’occhio nel 2016.

## Saremo tutto
Nel febbraio del 2016 il Signor K pubblica il suo primo album ufficiale “Saremo Tutto” con Bonnot Music e Goodfellas Records e afferma la conseguita maturità artistica con una serie di collaborazioni illustri, incassando interesse e opinioni positive da parte della critica musicale. Il disco, interamente prodotto da Bonnot, vede la partecipazione di figure storiche delle posse (come 'O Zulù dei 99 Posse e Assalti Frontali), una figura di primo piano del jazz italiano come il sassofonista Tino Tracanna (del pluripremiato quintetto di Paolo Fresu), nonché personalità di primo piano dell’Hip Hop italiano, come Inoki, e internazionale, come il rapper e attivista M-1 dei newyorkesi Dead Prez. Il 20 agosto 2016, il videoclip dell’omonimo singolo “Saremo Tutto” (realizzato insieme a Assalti Frontali) viene lanciato in anteprima dal sito del quotidiano la Repubblica.
Contestualmente, la visibilità ottenuta dal nuovo album porta il Signor K anche al di fuori del circuito underground dei centri sociali. A fine luglio 2017 il rapper presenta a Sanremo alcuni brani di Saremo Tutto nell’ambito del “Tenco Ascolta”, periodica rassegna musicale con cui il prestigioso Club Tenco offre visibilità ai cantautori emergenti ritenuti più interessanti. Sempre nel 2017, il Signor K prende parte al progetto “Garrincha loves Chiapas” per Garrincha Dischi, realizzando il brano “Il giovane Antonio” insieme ai Keaton e Enrico “Carota” Roberto del gruppo Lo Stato Sociale. Il disco collettivo, a cui prendono parte tra gli altri anche Lo Stato Sociale, Punkreas e Giuliano Palma & the Bluebeaters e il cui ricavato è devoluto a sostegno delle comunità zapatiste del Chiapas, viene stampato in sole 101 copie numerate.

## Curiosità
Nell’albero genealogico del Signor K si annoverano diversi antenati noti per il loro contributo al mondo dell’arte. In particolare, il bisnonno da parte materna, Giosuè Marchesi, fu apprezzato scultore d’arte sacra bergamasco tra fine Ottocento e prima metà del Novecento; sempre da parte materna, vi è inoltre una parentela con il pittore Romualdo Locatelli (cugino della nonna), maestro del Novecento e discendente a sua volta da tre generazioni di pittori e decoratori.

## Discografia
- 2008 – Jackanapes
- 2011 – 20.000 elmetti
- 2016 – Saremo tutto